# Radgrab

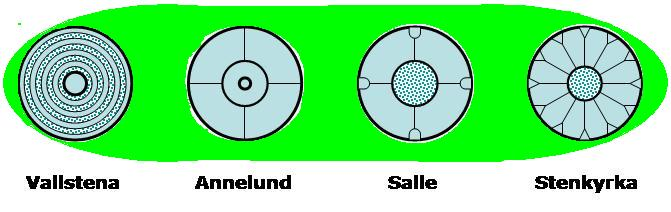
Formen von Radgräbern

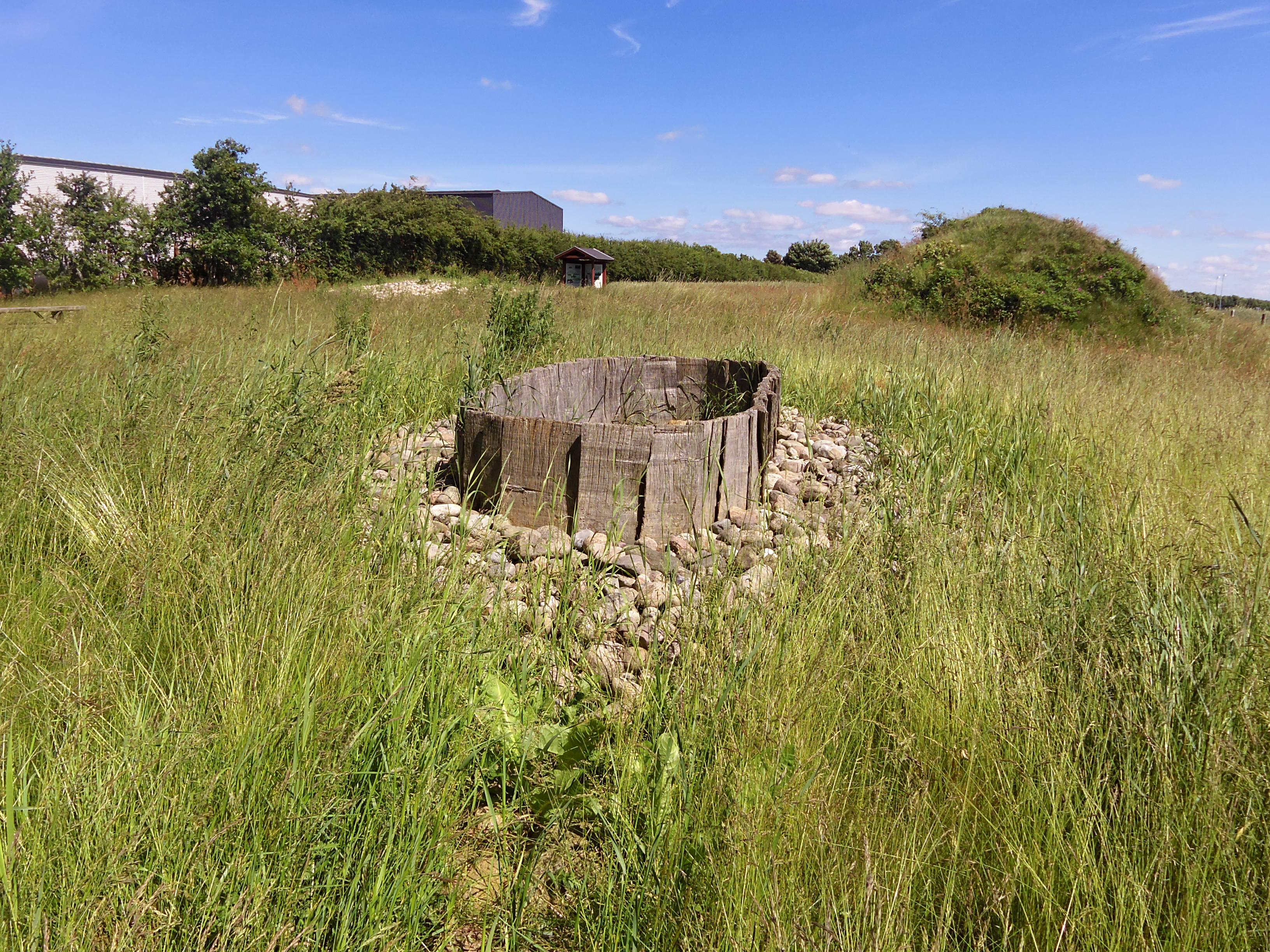
Radgrab von Hjordkær

Das Radgrab, auch Radkreuzgrab (schwedisch Hjulgrav bzw. Hjulkorsgrav; dänisch Hjulgrav auch hjulformet stenlægning), ist eine  eisenzeitliche (500 v. Chr. – 550 n. Chr.) Grabform in Dänemark und Skandinavien. 
Die am besten erhaltenen Beispiele liegen in Jütland, auf dem schwedischen Festland und auf Gotland. Neben dem Exemplar von Linde und Simunde auf Gotland mit etwa 25,0 m Durchmesser, ersteres heute zur Hälfte durch eine Straße zerstört, und dem Radgrab von Lilla Bjärs mit etwa 17,0 m Durchmesser (nach Stenkyrka verlegt), sind vor allem die Räder von Garpenberg in Dalarna, Filipstad in Värmland, Killinghammar in Västmanland, die Domsteinane in Norwegen sowie das mehrfach verlegte von Hjordkær nach Aabenraa (Apenrade) und Rødekro (etwa 10,0 m Durchmesser) in Süderjütland zu nennen.
Viele Radgräber haben eine Steinkiste im Zentrum; die von Linde und Stenkyrka sogar zwei. In Stenkyrka ist die Steinkiste mit einem niedrigen runden Haufen aus Steinen bedeckt. Sie steht damit in Beziehung zu den etwas älteren Rösen.
Der Radkreis und die Speichen wurden aus etwa kopfgroßen oder kleineren Steinen (z. B. aus Rotsandstein) gelegt. Die Radgräber unterscheiden sich von den uppländischen (Dragby) speichenlosen (Vallstena), aber ebenfalls aus handlichen Formaten gelegten, flachen Steinkreisen, könnten aber deren lokale Varianten darstellen. Ob die Domsteinane von Sola in Rogaland (Norwegen) auch ein Radgrab sind bleibt dagegen offen.
Eine andere eisenzeitliche Form der gelegten Steinsetzung aus kleinen Formaten sind Treuddar (Dreizacks/Trident), wie Torsa stenar. 
Radgrabartige Bauten wurden auch in der Nekropole von Flaujac-Poujols - Camp de l’église nord und Sud" im Département Lot gefunden. 